# چهره آشنا
چهره آشنا نام فیلمی است به کارگردانی حسن خردمند که محصول سال ۱۳۳۲ می‌باشد. جمشید مهرداد در این فیلم نقش منفی ظاهر شد

## خلاصه داستان
پریوش و مهوش دو خواهرند با دو روحیهٔ متفاوت - پریوش از طریق دوستی ناباب با جوانی به نام خسرو آشنا شده و وسیلهٔ او منحرف و سرگردان و آواره می‌شود. مهوش با معلمش بهروز ازدواج می‌کند و پریوش که روی بازگشت به خانه را ندارد هرچه بیشتر آلوده به فساد می‌شود و زمانی جرئت بازگشت به خانه را پیدا می‌کند که پیر و شکسته شده‌است و خانواده‌اش او را نمی‌شناسند و ناچار مجدداً به زندگی اندوه‌بار خود بازمی‌گردد.